# Грушино (Северная Македония)
Грушино (макед. Грушино; алб. Grushina, Грушина) — село в Республике Македония, входит в общину Арачиново, находится к северо-востоку от Скопье. Село расположено к югу от горного массива Скопска-Црна-Гора. Высота над уровнем моря — 428 м.

## История
Грушино расположено в историко-географической области Скопская Черногория. В 1900 году в селе называемом тогда болгарами Брушница проживало 150 жителей, все — албанцы, мусульмане. На этнической карте немецкого антрополога и зоолога Леонарда Шульце 1927 года населённый пункт Грушина указан как албанское село..

## Население
Этническая структура населения в селе по переписи населения 2002 года:
- албанцы — 1126 жителей;
- остальные — 2 жителя.